# ライダーマン
ライダーマンは、特撮テレビドラマシリーズ『仮面ライダーシリーズ』の作品に登場するキャラクター。
ここでは、ライダーマンに変身する結城丈二（ゆうき じょうじ）についても解説する。
『仮面ライダーV3』で初登場。シリーズ初の主役ではない仮面ライダーであるが、サブキャラクターでありながら他の主役仮面ライダーと同列に扱われている。ライダーマンは、生身の部分が露出した顔や右腕に武器を装備しているなど外見も他の仮面ライダーと大きく異なり、シリーズの中でも特異な存在となっている。

## ライダーマン
『仮面ライダーV3』第43話で初登場。
結城丈二が変身用のヘルメットを装着することで変身する姿である。「ヤー!!」または「トオッ!!」という掛け声とともに両拳を組み合わせた後に腕を高々と上げ、手に持ったヘルメットを素早く被りライダーマンとなる。昭和版に登場した他の仮面ライダーと違い、全身を改造された改造人間ではなく、強化服によって身体能力を増幅しているため、「半改造人間」と記載する資料もある。ヨロイ元帥への復讐の意をこめて、元帥が忌み嫌う「仮面ライダー」の姿を模倣したとされ、劇中では仮面ライダーV3と勘違いされたことがあり、V3自身も「自分にそっくりな姿」と思ったこともあった。しかしマスクは顔全体を覆うものではなく、口元や顎は生身の身体が見えたままで、これがライダーマンの外見上の最大の特徴になっている。
そのパワーは成人男性の6倍程度とされ、10メートルのジャンプ力や厚さ8センチメートルの鉄板を打ち抜くキック力などの常人を凌駕する戦力は有しているが、右腕のみを改造しているだけなので、強化スーツを生身の人間が着用しているだけに過ぎず、V3に比べて戦闘力は著しく劣っている。怪人相手には苦戦する場合が多いが、戦闘員には充分に太刀打ちできる。またデストロン時代の経験で怪人の機能に精通していること、さらに高い知性を持つことを武器にして悪の組織に挑む。
変身用ヘルメットは専用バイク・ライダーマンマシーンのシートに収納され、これを付けることで専用スーツとカセットアームが連動して機能する。スーツは筋力を増す機能や防弾性能が搭載され、さらにV3同様に風力をエネルギーに変える「エナージ・コンバーター」が戦闘力を増し、ハイジャンプシューズによりジャンプ力も増大する。ジャンプ時は両足を肩幅程度に開き、両手を万歳のように掲げて跳躍方向に関係なく体の正面をカメラに正対させて跳躍する独特のフォームが特徴で、他のライダーのような前宙やバック転のようなアクロバティックなアクションは少ない。岩場間や段差などを低空でジャンプして移動する時も同様のフォームで跳ぶ。強化服の機能については、筋力面の増強だけではなく、呼吸機能や循環器を強化する強化細胞、生身である左腕を防御すると同時にパンチ力を向上させるパンチャーブロック、代謝調節や疲労低減を担うメタボライザーを搭載しており、運動能力に関係する機能全般を強化するという設定も存在する。また、ベルト中央部のバックル部・ライダーバックルには怪人探査レーダーや超小型ミサイル4基が搭載されている。
最大の特徴は右腕の義手に組み込まれたアタッチメントカセットアームであり、これを用途に応じて交換しながら戦う。劇中ではこのアームの能力に大きく依存しており、これ以外のスーツ自体の能力はあまり描かれていない。そのため、アームを除く戦闘能力は、普通の人間レベルである。そのほかに酸素ボンベを携帯しており、ヨロイ元帥により真空の部屋に幽閉された際に使用して難を逃れた。
制作関連
ライダーマンの登場は、放送開始後にV3が弱く見えるという問題点が浮上したことから、1973年5月の段階で第3クールの強化案として東映から提案された。この時点では、前作『仮面ライダー』に登場したサブキャラクターの滝和也が徐々に身体を改造し、ライダーマンになるというものであった。
ライダーマンの投入は、低下しつつあった視聴率を維持するために東映側が強く希望したものだが、相対的にV3の存在が弱まることを懸念した毎日放送側は、乗り気でなかった。しかし、ライダーマンの登場はドラマに大きな盛り上がりをもたらし、視聴率も終盤には持ち直したため、結果を見れば成功だったと言える。
当初から結城がクライマックスで死亡すると決まっていたわけではなく、『V3』の後番組の主役となる予定もあった。東映プロデューサーの平山亨によれば「一度悪に染まった者がライダーの仲間入りするにはそれなりのみそぎが必要」との考えから、こうした展開となった。しかし、「（償いには）他に手段があったかもしれない」とも語っている。平山は主役ライダーにならなかったことについて、結城（ライダーマン）を演じた山口に対し「申し訳ないことをした」と述べている。
その一方で阿部征司は、単純に平山が構想していたキャラクターを投入しただけであって、番組のテコ入れと意識してもおらず結果的にそう機能しただけと述べている。阿部によれば「もっと人間らしいスタイルを持つ強い怪人を出そう」という案が基になっているため、仮面ライダーの仲間入りをする予定もなく、4号ライダーにしたほうがいいと提案したのもおそらく出版社側であって、「ライダーマンがあの後、主役として成り立つかというとそうじゃないと思う」「次の作品に持っていくための引っ張りとしてはちょうどいい」としている。
平山は結城丈二＝ライダーマンへの想い入れが強く、第48話を海堂肇名義で執筆している。
登場前に児童誌各誌で新ヒーローの名称募集が行われたが、この時点でライダーマンの名は既に決定していた。

デザイン・造型
石ノ森のラフデザインでは左腕も機械となっており、ベルトもタイフーンが4つ並んでいるという設定であり、逆回転させることで生じた風により、巨大な竜巻を発生させる設定が存在した。また胸部装甲が肩から背中にかけて続いており、決定稿でもこの形状となっているが、実際のスーツには予算の都合で仮面ライダーV3の「コンバータラング」を流用することになった。
スーツは一着のみで、山口のサイズに合わせて制作された。これはテレビスペシャル『全員集合!7人の仮面ライダー!!』まで使用された。カセットアームは4種類のみ制作された。マスクの原型は、エキスプロダクションの久保田紀巧が手がけた。
ブーツは、V3までは300ミリメートルのものを用いていたが、ライダーマンのみ400ミリメートルとなっている。エキスプロダクションに所属していた小松義人は、当時は資材をストックする体制ではなくその都度調達していたため、その時に400ミリのものしかなかったのだろうと推測している。
客演時の衣裳では、『五人ライダー対キングダーク』でのカセットアームの位置のほか、マスク下の黒い下面を着用していないなど、スタイルの統一が徹底されていないことが多い。

キャラクター考察
漫画家の村枝賢一は、結城の復讐心を風見が叱る第44話や、「改造人間の悲哀」という薄れかけていたテーマを再確認した第49話、そしてライダーマンの死によって仮面ライダーV3がもはや単独で戦わねばならなくなる第51話などに着目し、ライダーマンのキャラクター性は物語を盛り上げただけでなく、V3の存在を引き立てる役目を果たしていたと論じている。また、敵に捕まったり風見 (V3) の足を引っ張ったりしていたヒロインの珠純子の立場を、第43話以降はライダーマンが取って代わり、彼が死んだ途端にまた純子が捕縛されるという、プロット上における両者の同一性を指摘している。

### カセットアーム
資料によってはアタッチメントと記述している。
結城自らがデストロン在籍時に開発した人造アーム。戦闘用だけでなく、人命救助にも使われる。
テレビ版では右腕に装着しているが、映画『五人ライダー対キングダーク』では左腕に装着している。『MASKED RIDER V3 & RIDERMAN EDITION -RIDERMAN ANOTHER AFTER-』では、再改造されたことで左腕にも装着できるようになったという設定になっている。石ノ森によるラフスケッチでは左腕にも対応するカセットアームが存在し、右腕だけでなく両腕がカセットアームになる予定だった。
テレビ版ではカセットアームの変換の設定が不明だったが、漫画『仮面ライダーSPIRITS』ではベルトの両腰のポケットがエナージ・コンバーターだったことから変換用のカセットが入っていることに変更され、そのカセットを肘部のスロットに挿入することで変換されるという設定になっている。また、同作品では一時変身不能となった風見志郎のため、彼の武器としてカセットアームを置いていっている（詳細は仮面ライダーV3 (キャラクター)#その他の作品を参照）。

#### 最初期設定の6種類
ロープアーム（カギ爪アーム）
ライダーマンが最も多用したカセットアーム。先端にクレーンフックのついた特殊ロープを発射し、対象物に引っ掛けて移動したり、高い建物を上るのに利用したり、デストロン戦闘員との格闘戦では集団で襲い来る敵を撃破したりと、広い用途を持つ。サイタンクとの戦いにおいては、ライダーマンがロープアームで動きを止め、その隙にV3がきりもみキックで止めを刺した。ウィンチとしても使用が可能。
『10号誕生！』では、ロープアームを併用した投げ技で、バダン怪人・トカゲロイドを撃破している。『フォーゼ&オーズ』では、ロープを振り回しカギ爪部分をぶつけて屑ヤミーを多数倒し、最終決戦ではロープアームでメズール（完全体）のダミーを縛り上げてスイングし、壁や地面に叩きつけて撃破した。
『EVE』では、ロープアームを飛ばしてビッグマシンの最大の武器である単眼を破壊している。
『新仮面ライダーSPIRITS』70話では、瓦礫に潰され負傷した両脚に、サポーター代わりにロープを巻き付けて立ち上がる支えとした。
- 『テレビマガジン』では、チェーンアームがロープアームと誤って紹介されていた。

スウィングアーム
ロープアームのバリエーションで、先端が棘のついた鉄球になったもの。第45話で風見と対決した際には、振り回すようにして使った。
『スカイライダー』にゲスト出演した際、鉄球を発射したり、木に縛り付けるなどして、ネオショッカー戦闘員・アリコマンドを一掃したが、「パワーアーム」と呼称されていた。
カマアーム
ロープアームのバリエーションで、先端が鎌になっている。スチール写真での登場のみで、劇中では未使用。
『仮面ライダーEVE-MASKED RIDER GAIA-』では、ショッカーミュージアムで再生蜘蛛男の蜘蛛の巣に絡めとられた滝二郎の救出に使用した。
ネットアーム
ロープアームのバリエーションで、ネット状に編まれたロープを発射し、相手の動きを止める際や、高所から落下した人を救出する際に用いる。吸血カメレオンに洗脳された子供たちの動きや、分裂してV3を翻弄する怪人・オニヒトデの動きを封じた。
- 『別冊冒険王』74年1月号では、キャッチアームと紹介されていた。

パワーアーム
カニのハサミのように強力な三日月状の2本の刃が付いたアタッチメント。電磁エネルギーを帯びていることで、鉄柵を寸断したり、怪人にダメージを与える威力を持つ。
すがやみつるによる漫画では、万力のように開閉し、敵の攻撃を挟み込んで止める描写がある。また、成井紀郎『決死戦7人ライダー』では、Xライダーがライドルロープで動きを止めている隙に、巨大な怪物 トロイの木馬を一撃で破壊した。

ドリルアーム
ドリル型のアタッチメント。コンクリートの壁を貫通する威力を持つ。テレビで使用した際はバッテリーが切れていたため、立花の発見した外部電源に接続して使用した。外部電源では2,500ボルトが必要とされているが、本来の力を発揮させるためには5,000ボルトの電圧が必要となる。
『仮面ライダーSPIRITS』では、外部電源の供給なしで使用可能になっている。
QTnetのウェブCMでは、（映像作品では初めて）外部電源の供給なしで使用し、デストロン戦闘員の掲げていたメール（型のフリップ）を破壊している。

#### その他のカセットアーム
チェーンアーム
分銅のついた鎖が伸びる。

カッターアーム
石ノ森によるラフデザインで設定されていたアタッチメント。映像本編では未使用。特殊合金製の刀剣型アタッチメント。「V3ドリルアタック」と併用して破壊力を増すイラストも描かれている。

オクトパスアーム
映像では未使用でテレビシリーズの準備設定のみ存在する登攀用アタッチメント。吸盤で天井や壁に張り付くことができ、隠密行動に適している。
- 『別冊冒険王』74年1月号では、オクトバスアームと紹介されていた。

オペレーションアーム
映像本編では未使用。精密作業を行うためのアタッチメントで、石ノ森によるラフデザインでは「小細工用」と表記している。玩具としては登場している。
『SPIRITS』では風見志郎のダブルタイフーン応急修理や、同化したバダンの竜に肉体を蝕まれていた1号の修復に使用された。

コントロールアーム
映像本編では未使用。『仮面ライダーSPIRITS』でバダン潜入後、新たに結城が時空破断システムを制御するために開発した新アーム。まだまだ調整の余地があり、完全ではない他変身解除後も無骨な外見になっている。

スモークアーム
劇中未使用でテレビシリーズの準備設定のみ存在する。煙幕や催涙ガスなどを発射することができるアタッチメント。
テレビゲーム『スーパーヒーロー作戦　ダイダルの野望』ではブーメラン状のカッターとして表現されていた。
- 『別冊冒険王』74年1月号では、スモッグアームと紹介されていた。

ファイヤーアーム
石ノ森によるラフデザインで設定されていた火炎放射器型アタッチメント。劇中では未使用。

フリーザー・ショット・アーム
石ノ森によるラフデザインで設定されていた冷凍液を発射することができるアタッチメント。劇中では未使用。

マシンガンアーム
一秒間に千発の銃弾を連射する機関銃型アタッチメント。テレビシリーズの時点で既に設定は存在したが、映像作品での使用は『平成ライダー対昭和ライダー 仮面ライダー大戦 feat.スーパー戦隊』が初となる。
『仮面ライダーSPIRITS』においては、再生ヨロイ元帥やオニビセイウチを撃破したほか、カセットアームを託された風見志郎が、ブラックサタンの再生奇械人をこの装備でほぼ一掃している。

ブラスターアーム
『オールライダー対大ショッカー』で結城丈二が使用。砲門から強力な破壊光線を発射する。劇中での使用シーンはなかったが、「The Next Decade」PVでは使用している。詳細な設定は存在せず、デザイン画にある「ブラスター」という表記についてもデザイナーの雨宮慶太は「俺が適当に書いただけ（笑）」と述べている。

赤いカセットアーム（アンク憑依）
小説『S.I.C. HERO SAGA KAMEN RIDER OOO EDITION』にて登場。従来のカセットアームを総合したものに迫る火力を誇り、劇中ではロープ、小型ミサイル、チェーンガン、電磁ナイフをこの1つのカセットアームで使用できた。ショッカーオーズやショッカーグリードらとも互角に戦えるほどの力を秘めている。また、『仮面ライダーオーズ/OOO』に登場したグリードのアンクが憑依している。劇中ではアンクがライダーマンから離れるとともに、ロープアームに装備が変更された。

### 他のライダーとの合体技
Xライダースーパーファイブキック
映画『五人ライダー対キングダーク』で使用した技。跳躍したXを1号、2号、V3と共に連続で加速させることにより、通常のXキックを上回る威力を生み出す。

回転キック
劇場版『仮面ライダースーパー1』でV3やXと共に使用したライダーキック。ドグマ復讐兵団のスネークコブラン、カマギリガン、アリギサンダーを撃破した。

ライダーシンドローム
『10号誕生!仮面ライダー全員集合!!』で使用。

ライダーサザンクロスキック
成井紀郎『仮面ライダー11戦記』で、本郷のアドバイスによって完成した連続技。ゼネラル・シャドウが差し向けたクローン・ガイストライダーたちをV3の逆ダブルタイフーンで吹き飛ばした後、ライダーマンのロープアーム、Xのライドルロープ、ZXのマイクロチェーンを同時に撃ち込むことで雁字搦めにし、4人ライダーの四方からのキックでとどめを刺す。

V3火柱キック
村枝賢一『新 仮面ライダーSPIRITS』で使用。本来はV3単独の技だが、大首領JUDOとの最終決戦において、「帰ってきた仮面ライダーV3」の状態となったV3の背に乗りオペレーションアームで補助・制御し、負荷を軽減させる形で技を繰り出した。

### ライダーマンマシーン
ライダーマンの専用オートバイ。結城丈二が市販車を徹底的に改造して製作したものだが、外見はベースとなった市販車そのままで、変形する機能はない。結城は変身前でも常用している。
他のライダーマシンのような突出した性能はないが、改造によって原子力エンジンを搭載し普通のオートバイを越えるスペックを持っている。シートの下にはライダーマンのヘルメット、カセットアームを収納している。無人走行機能はないが搭載されたドライブコンピューターでハンズフリー走行が可能であり、運転中の変身やアタッチメント使用・換装も可能である。
ヘッドライトの両脇には、ウインカーに偽装された怪人追跡レーダーシステムを搭載。車輪にはマグネチックタイヤを装着しており、いかなる場所でも走破が可能なほか、車体後部からジェットエネルギーを噴射し、40メートルジャンプすることが可能。ただし積載燃料が少ないため、ジェット噴射の使用回数は限られる。
劇中では、敵に奪われて乗り回される描写が2回ある。『仮面ライダーV3』第47話では、シーラカンスキッドが変装した偽の結城が本物に成り代わって運用していた。『仮面ライダーストロンガー』第38話ではライダーマンがデルザー軍団に捕らわれたため、ヨロイ騎士の手に落ちた。
結城の手によって常に改良が加えられているため、性能は少しずつ向上している。後述の通り撮影用車両はたびたび変遷しているが、設定上は外見の変化も結城の改良による結果とされている。
名称
劇中では固有の名称が登場しなかったが、1979年ごろに仮面ライダーブームが再燃したときにライダーマンマシーンと名づけられた。ナンバーは「1浜松う28-17」。
『仮面ライダーSD』ではネオライダーマシーンという緑色の専用バイクに搭乗しており、『仮面ライダーSD 疾風伝説』ではモンスーンという特殊バイクになっている。

撮影車両
撮影用車両はスズキハスラーTS-250。モスグリーンに赤帯入りのタンクといった市販車そのままの形状となったのは、番組終盤での登場になったことから予算の都合による。
車両は次回作『仮面ライダーX』における神敬介の常用バイクに流用され、さらに『仮面ライダーアマゾン』第3話でアマゾンが初めて騎乗するバイクとしても使用された。『X』までは、タンクの色が緑色だったが、『仮面ライダーストロンガー』出演時には銀、『仮面ライダー (スカイライダー)』出演時はタンクの色がシルバー（赤）のものに変更されており、ナンバープレートは付けていない。

## 結城丈二
『仮面ライダーV3』第43話で初登場。
1950年11月3日生まれ。22歳。日本国籍の青年科学者であり、孤児の時に秘密結社デストロンの首領に引き取られた。京都大学出身のグラウンドホッケー選手であったとする資料もある。いずれにせよ、不遇をかこっていた時期に世話になった首領には無類の恩義を感じており、デストロンの目的も「科学の力によるユートピア創造」だと信じていた。デストロン科学陣のエリートとなり、正義感が強く優しい性格から人望も厚く、将来の大幹部候補とされていた。首領への恩義からも、当初はデストロンのことを平和集団と認識していた。映画『仮面ライダーV3対デストロン怪人』に登場したタイホウバッファローも、結城がダム建設時の岩盤や岩石の爆破用に開発した改造人間だったと設定されており、両者は特写によるグラビア上で共演している。
やがて、結城の才能と人望はヨロイ元帥による嫉妬と憎悪の対象となり、最高幹部会議でデストロンを裏切ったという無実の罪を着せられる。その結果、結城は硫酸プールで右腕を溶かされてしまうが、自分を慕っていた部下たちに助けられる。隠れ家に逃亡した後、以前から開発していたカセットアームの移植を懇願し、実験なしで移植する。
ヨロイ元帥から捜索を命じられたカマクビガメは戦闘員たちを率い、結城の助手である片桐二郎・平亨・阿部征二を殺害すると、隠れ家で結城の看護をしていた看護婦である片桐の妹・幸江をも狙う。結城はライダーマンに変身して迎え撃ち、自らを「復讐の鬼」と称する。駆けつけたV3の助けもあり、窮地を脱してヨロイ元帥のアジトに乗り込み、ヨロイ元帥とカマクビガメに追い詰められるが、V3に助けられて共闘を誘われる。だが、首領を騙したうえに部下たちを殺害したヨロイ元帥への復讐を戦う理由として挙げ、首領には恩義があると言って断る。
カマクビガメとの戦いで志郎と共闘するが、次なるヨロイ一族の刺客・サイタンクが子供たちを拉致し、解放の交換条件として自分と手を組むよう求めてきたため、やむなく承諾する。しかし、デストロンに抹殺されかけたうえ、絶体絶命の危機をV3に救われる。その後、サイタンクに重傷を負わされて再改造の手術台上にあった志郎を救出し、ともにデストロンを倒すことを決意する。ここでようやく志郎や立花藤兵衛との交流が生まれるが、デストロン首領への恩義は消えたわけではなく、首領の声に戸惑ったり、V3と首領が対峙した際に必死で首領を逃がしたりもしている。
プルトンロケット計画を知ってさそり谷のロケット発射基地に潜入した際、首領とヨロイ元帥の会話から、自らが捨て駒に過ぎなかったことを知ってしまう。それでも首領に作戦の中止を懇願するが、聞き入れられなかったばかりか、首領が人間ではないことを示唆され、自身が悪魔に忠誠を誓っていたことに気づいて愕然とする。その後、自らロケットに乗り込んで上空で軌道を変更し、手持ちの爆弾でロケットを自爆させて生死不明となる。その英雄的行為によって、V3から仮面ライダー4号の称号が贈られた。
- メインライターの伊上勝によるシノプシス「ライダー4号（仮称）登場篇」では結城はデストロンに改造されたレーサーで、オートバイチームの仲間と脱出を試みたという設定であった[60]。

### 『仮面ライダーディケイド』に登場する結城丈二
映画『仮面ライダーディケイド オールライダー対大ショッカー』に登場。
「士の世界」の戦士。上記の結城丈二とは名前は同じだが別人。元は全ての平行世界を征服しようとする秘密結社の大ショッカーの科学者だったが、組織を裏切って大首領＝門矢士（仮面ライダーディケイド）に右腕を奪われてしまったことで、組織と士への復讐を誓って単独で戦い続けている。右腕は一目ではわからないほど精巧な義手になっており、鉄柱を容易に折り曲げるほどの強度を誇る。また、ビーム砲アタッチメントのブラスターアームへの換装も可能である。
組織から追い出されたうえにかつての仲間からも拒絶されて全てを失った士の前に現れたが、復讐相手が腑抜けていることに憤慨して「殺す価値も無い」と逆に叱咤し、信念を持って戦い続ける必要を説く。
- 脚本の米村正二は、本作品に登場する結城丈二は「士の世界」の結城丈二で、最終決戦に登場したライダーマンは「ライダーマンの世界」のライダーマンであるという[61]。原典と同様に幼少時代に大ショッカーにスカウトされ、過去に右腕が奪われたことがあったという[61]。
- 当初はブラスターアーム以外にも、特製レザースーツとサングラスを身に着けた姿で「ライダーマン」として登場予定だったが、スケジュールの関係で実現したのはブラスターアームのみとなった。また、演者がGACKTであることが観客に一目で理解できるよう、「仮面ライダー」としてマスクを被る予定は当初からなかった[62]。
- また、この作品で昭和・平成のライダーが一同に集結する際には、『V3』に登場した昭和ライダーマンも別個に登場しており、大ショッカーやデストロンの戦闘員を素手で倒している[注釈 11]。金田治監督によると、当初の予定ではGACKTライダーマンの存在があるため、昭和ライダーマンの活躍場面はなかったが、やはり見せ場を用意する必要があるだろうと後から撮り足したものである[63]。
- 『オールライダー対大ショッカー』の主題歌「The Next Decade」のプロモーションビデオは同作の前日譚になっており、結城がある人物を探している内容に、映画本編では見られなかった戦闘シーンやブラスターアームの発射シーン、バイク搭乗シーンも観ることができる。

## その他の登場作品

### 『仮面ライダーX』 - 『仮面ライダーBLACK RX』
『五人ライダー対キングダーク』
『V3』第51話で死んだはずの結城だったが、『X』の劇場版の公開が7月だったため、「七夕に子供たちの願いを叶えてもいいだろう」という平山亨の意向で復活した。GOD秘密機関の再生怪人・ネプチューンらの前にライダーマンとして姿を現す。タヒチから帰ってきたと語り、劇中では神敬介＝仮面ライダーXの援護に、1号・2号・V3とともに変身し、コウモリフランケン率いる再生怪人軍団と戦う。初登場時にはV3から贈られた称号の「仮面ライダー4号」を自ら名乗っている。
- 基本設定を無視して左手にパワーアームを装備している。後述の『HERO SAGA』では、この不自然さに対する理由付けが試みられた。

『仮面ライダーX』
第27話では、講談を行う立花の口から結城の無事が語られる。映像は『五人ライダー対キングダーク』の流用。
- 『X』の番組企画では、ライダーマンは夏までに復活してXライダーのサポート役として準レギュラーとなる予定だった。しかし、山口暁が『電人ザボーガー』に出演中だったため撮影のスケジュールがどうしても調整できず、準レギュラーの話はなくなった。
- ライダーマンのテーマソング「ぼくのライダーマン」が『X』のミニアルバム（コロムビア、KKS-4090）に収録されているのは、単に『V3』のアルバムにテーマソングが間に合わなかったというだけではなく、『X』にも登場する含みがあったためである。

『仮面ライダーストロンガー』
第37話と第39話（最終回）に登場し、いずれにも素顔で登場。デルザー軍団のヨロイ騎士を追い、ギリシャから帰国。城茂＝仮面ライダーストロンガーとの初対面時、敵と勘違いして戦ってしまうが、V3が仲裁に入ったことで和解。その後、富士ダムの破壊を目論むデルザーに対し、志郎＝V3とともに警護に当たるも、敗れて人質にされる。しかし、第39話でXライダーや仮面ライダーアマゾンに救出され、ストロンガーや1号・2号と合流。
『ストロンガー』の後日談となるテレビスペシャル『全員集合!7人の仮面ライダー!!』では、他のライダーとともに後楽園ゆうえんちを訪れる。仇敵・ヨロイ元帥に対する立花の質問に答えた後はライダーマンに変身し、暗黒大将軍率いる怪人軍団と戦った。

『仮面ライダー (スカイライダー)』
第26話、第27話・第28話、第33話、第54話（最終回）、劇場版『仮面ライダー 8人ライダーVS銀河王』で登場。素顔での登場と単独客演は第33話のみ。
第26話ではXライダーとともに帰国し、ドクガンバの仕掛けた毒蛾大砲の発射を阻止した。第27話・第28話では7人ライダーで揃って帰国し、ヒルビランやグランバザーミー、怪人II世部隊と戦った他、筑波洋＝スカイライダーを特訓した。劇場版では、パワーアームでアルマジーグたちと戦うなどの活躍を見せた。
第33話ではドブネズゴンを追ってニューヨークから帰国し、スカイライダーとの連携技でドブネズゴンを倒した。以前と比べ、明るく熱血漢なキャラクターとして演出されている。第26話や第33話でも、スイングアームを「ロープアーム」や「パワーアーム」と呼称している。第54話では南アフリカから帰国。大首領との最終決戦に臨み、8人ライダーの力を合わせて大首領を大気圏外に空輸した後、宇宙の果てに散った。

『仮面ライダースーパー1』
劇場版にのみ登場。『スカイライダー』の第54話で宇宙に散ったが、人工衛星を利用して地球に帰還。仮面ライダースーパー1の助っ人に現れ、8人ライダーの一員として変身後の姿で登場する。

『仮面ライダーZX』
雑誌展開された『仮面ライダーZX』では、ライダーマンとして、UFOサイボーグ・トカゲロイドとの戦いや、サザングロスとの戦いに参加している。
テレビスペシャル『10号誕生!仮面ライダー全員集合!!』ではバダン帝国の野望を阻止すべく帰国し、志郎や沖一也と行動をともにする。ライダーマンに変身してスーパー1とともに仮面ライダーZXと戦ってしまうが、V3の介入で誤解が解け、ZXこと村雨良に自分たちの戦いや正義の戦士としての道を示す。その後、阿修羅谷で10人ライダーとして、暗闇大使率いるバダン強化兵士およびUFOサイボーグたちと戦う。素顔での登場はこれが最後となった。
- 演じた山口豪久はこの時点ですでに肝臓を患っていたとされ、これが最後の出演作となった。

『仮面ライダーBLACK RX』
第41話から第47話（最終回）に登場。インドを拠点に東南アジアでクライシス帝国と戦っていた。他のライダーたちとともに、クライシスとの最終決戦に参戦。戦闘時の主要武器としてロープアームを使用し、アリゾナでの特訓の際もはめてスーパー1の相手をしていた。V3とともにジャークミドラと戦った。
これらの作品において、志郎に対して当初は敬語を用いていた（『V3』第46話など）こともあったが、同年齢かつ何度も協力して危機を潜り抜けたこと（志郎の頭部に撃ち込まれた特殊弾丸を結城が摘出したり、2人揃って真空の部屋に閉じ込められたりなど）から、親友と呼べる間柄になっている。しかし、『ストロンガー』や『全員集合!7人の仮面ライダー!!』、漫画『仮面ライダー11戦記』などでは「風見さん」と呼んでいる。立花藤兵衛とは、結城が「少年仮面ライダー隊」に加入したころは「結城くん」などと呼びかけていたが、『7人の仮面ライダー』では「丈二」「おやっさん」と呼び合っている。

### 平成仮面ライダーシリーズ
映画『オーズ・電王・オールライダー レッツゴー仮面ライダー』
1号・2号がショッカーに敗北して洗脳されたことで過去が変わったため、一度は歴史から消えていたが、再び歴史が変わったことで歴代ライダーとともに復活する。
映画『仮面ライダー×仮面ライダー フォーゼ&オーズ MOVIE大戦MEGA MAX』
財団Xと戦う姿が描かれる。財団Xのレム・カンナギによって、生命体を物質化する特殊な装置でアストロスイッチに変換される。終盤ではメズールのダミー怪人と戦う。
超バトルDVD『仮面ライダーフォーゼ 超バトルDVD 友情のロケットドリルステイツ』
『フォーゼ&オーズ』の設定を継承した作品。写真のみ登場。
映画『仮面ライダー×スーパー戦隊 スーパーヒーロー大戦』

ネットムービー『ネット版 仮面ライダーフォーゼ みんなで授業キターッ!』
「万・能・右・腕」に登場。仮面ライダーフォーゼに、どの右腕（カセットアーム）で友情の証をしたいかを問い、困惑させる。
映画『仮面ライダー×仮面ライダー ウィザード&フォーゼ MOVIE大戦アルティメイタム』
『フォーゼ&オーズ』の設定を継承した作品。宇宙ライダー部の部室に写真が登場。
映画『平成ライダー対昭和ライダー 仮面ライダー大戦 feat.スーパー戦隊』
1号、2号、V3、X、アマゾン、BLACKと共に登場。平成ライダーとの最終決戦では、フォーゼと戦った。
映画『スーパーヒーロー大戦GP 仮面ライダー3号』
ショッカーの歴史改変マシンの影響でショッカー側のライダーとなっており、V3と共に仮面ライダー3号と仮面ライダードライブを襲撃する。

### 漫画作品
漫画『仮面ライダーV3』（松本めぐむ）
テレビシリーズのコミカライズだが、ヒロインの珠純子と幼馴染であるなど独自設定が用いられた。
漫画『仮面ライダー』（山田ゴロ）
1978年から1979年に連載された『仮面ライダー』から『仮面ライダーストロンガー』までのコミカライズ。
ライダーマン編では結城丈二の生い立ちからデストロンに加入するまでのエピソードが描かれた。
- 作者の山田ゴロはラジオの身の上話コーナーを聴いて着想したという。

漫画『仮面ライダー11戦記』（成井紀郎）
仮面ライダースーパー1・沖一也と共に、復活した大首領によって組織されたガイストの情報収集および、各ライダーチーム（仮面ライダーSDでの役割とほぼ同様）への調整役として活躍する。ガイストライダーとは直接拳を合わせている。
漫画『時空英雄仮面ライダー』（シュガー佐藤）
第二回で氷河期の北極圏でV3と共にコゴエンダールと戦った。
漫画『仮面ライダーSPIRITS』『新仮面ライダーSPIRITS』（村枝賢一）
第1部第六話でテレビ版において描かれなかったプルトンロケット爆発からの生還劇とアンリとの出会いを描いている。その一方、改造部分はあくまで右腕のみで、スーツは人間以上の身体能力を発揮させる強化服であるということが強調されている（しかし、スーツの性能は大幅に改良されており、第2部では一文字からの無線を受け取る場面が存在する）。
タヒチに奇跡的にほぼ無傷で漂流するが、自分の名すらも思い出せない記憶障害に陥る。インターポール特別捜査官のアンリエッタ・バーキンと遭遇したこと、仇敵・ヨロイ元帥の「代わりの身体」と対面したこと、そして変身ヘルメットを取り戻したことで覚醒、ライダーマンになりヨロイ元帥を撃破する。
BADANと戦う第2部以降は、仮面ライダー1号・本郷猛と並び、ライダーたちの頭脳役に描かれる。また、前述のアンリとの縁から、インターポールと仮面ライダーとの橋渡しを行うことも多くインターポール本部での活躍が目立つ。滝が使用する、電磁ナイフが付いたマグナムを発明したのも結城である。
第3部では、四国で窮地に陥っている志郎や藤兵衛の元に駆け付けるべく、無理にオーバースペック改造を施させたライダーマンマシーンで瀬戸大橋を越えようとした。四国では愛媛でヨロイ一族と交戦し、特殊な硬化ムースで敵の動きを封じ、ヨロイ元帥を追って高知に向かう。変身不能に陥った志郎のために自身の右腕をその場に置き、BADAN本拠地に潜入する。
富山湾で再生悪魔元帥が繰り出したバダンシンドロームを繰り出す幻影の竜を、内部のシステムを破壊することで消滅させる大役を果たしている。志郎に託したのはカセットアームのみで、ヘルメットは所持しており、「幻影の竜」制御の折には変身し、新たに開発した「コントロールアーム」によって制御し、青森へと導いた。だが、この制御によって時空破断システムの生体コンピューターのうちの3割が脳死した。
本作品では、力が他のライダーより劣る分、自分の武器の特性と相手の能力、仲間との連携で危機を乗り切る姿や、特殊部隊「SPIRITS第4分隊」のメカニックを心酔させる態度、他の仮面ライダーのメンテナンス、さらにBADANの圧倒的な戦力に萎縮する滝を励ましたり、単身で敵の本拠に乗り込んだりする内心の熱さなど、結城の基本設定（科学者、正義感の強さなどの性格面から来る人望の厚さ）が活かされている。本作品の独自設定としては、デストロンの機械合成怪人の兵器（「ピッケルフラッシュシステム」「ギラードガンマーガス」「スネークチェーン」など）の開発に加担したとの旨が語られている。
JUDOが歴代ライダーに変身した際、ライダーマンのみ再現されなかった。また、暗闇大使からは「イレギュラー」と呼ばれたが、これはライダーマンが完全な改造人間ではないためである。

### 小説作品
小説『仮面ライダー』
藤岡弘が事故を起こさず、仮面ライダーが本郷猛しか存在しないという想定で描かれた作品。そのため結城丈二＝ライダーマンも登場しないが、ショッカーの対仮面ライダー部隊「D」チームが専用武装を接続可能な簡易強化服を標準装備としている他、本郷猛の強化服を発展させた「小型のタイフーンが特徴」かつ「電磁ブレードやムチなど様々な武装が装備可能」な＜四式＞が登場する。
小説『KIKAIDER00』
『KIKAIDER00』の平行世界では、プルトンロケットの爆破の際に死亡したことになっており、右手は形見としてV3が武器にしている。この世界は、太陽が3つあるなど、テレビシリーズとは別世界であることが示されている。
小説『S.I.C. HERO SAGA』
「MASKED RIDER V3 & RIDERMAN EDITION」
15歳の時に父が借金を苦に失踪したため、母と2人で貧しい生活をしていた。知能指数201といわれる。
東京全滅作戦の阻止成功後（プルトンロケットを道連れにしたあと）、海底基地「神ステーション」の近辺で瀕死の状態でダブルライダーに発見され、止むを得ず意識がないまま神啓太郎の力を借りて改造手術をされる。再改造後は、酸素供給機（パーフェクター）で水中での戦闘が可能になり、左腕もアタッチメントアームを装着可能となる。
「MASKED RIDER DEN-O EDITION -1971年4月3日-」
終盤、ネガタロスやショッカー首領によって窮地に追い込まれた本郷猛や仮面ライダー電王を救うため、岩石大首領を倒してきた直後の時代から1971年4月3日に連れて来られる。
「KAMEN RIDER OOO EDITION -OOZ-」
『オーズ・電王』の設定を継承した作品。ショッカーのアジトで科学者に化け、捕らわれていた映司の救出をしようとしていたが、少し遅くショッカーオーズに変身させられ、自身も変身して立ち向かう。「MASKED RIDER V3 & RIDERMAN EDITION」とは異なり、改造は右腕だけに限られている。新たにカセットアームを改造し、電磁ナイフや小型ミサイルが内蔵している。また、なぜか爬虫類系コアメダルを持っている。
小説『仮面ライダーEVE-MASKED RIDER GAIA-』
ショッカーとの戦いの様子は石ノ森章太郎による漫画『仮面ライダー』、それより後の暗黒組織との戦いについては特撮版『V3』-『ZX』の設定が主に使われている。
作中で結城は、復活したショッカーとの戦いの中で、立花に請われて来日する。ショッカー旧基地でライダー2号・一文字隼人の危機を救う、ガイボーグ・門脇純を警察から解放し、戦う意義を説く、本郷を仮面ライダー1号として復活させるなど、他のライダーの出番があまりない中で、活躍シーンが特に多い。後半で過去の組織の怪人が復活する際、デストロン怪人を相手にした際には、結城の戦う原動力が彼の独白で再確認される。

### 仮面ライダーSDシリーズ
仮面ライダーSD マイティライダーズ
ライダーの中でも知性派であることから、メカニックを担当。極端な潔癖症で神経質かつ、泳ぐことができないという設定になっている。この作品では11人のライダーをまとめる1号以外は、善悪ほぼ全員が原作とは掛け離れた設定を追加されている。
仮面ライダーSD 疾風伝説
バイクの名手である設定。他のライダーと手を組み、専らV3の相棒として、恐怖で世界を支配するグランショッカーに闘いを挑む。バンダイの設定と異なり戦闘能力は他のライダーに遜色はなく、マリバロンと戦ったアマゾンと同時にボスガンと決着をつけている。
仮面ライダーSD 出撃!!ライダーマシン
PART3「CAVE BASTER」のプレイキャラ。地震発生装置で悪事を働く吸血マンモスと対決する。

### その他の作品
ゲーム『仮面ライダー 正義の系譜』
デストロンとの戦闘中に、恩師であった科学者・田所博士の消息を辿るうち、復活したショッカー怪人と戦うV3と遭遇する。プレイヤーキャラクターにはならないものの、「時空を超えた巨悪」と戦う他のライダーたちに力を貸す重要な役割を担う。
QTnetのウェブCM「ゼロトラストセキュリティで安心篇」
QTnetのサーバーへさまざまな手段で侵入を試みるデストロン戦闘員たちに対し、ロープアームやドリルアームを駆使しながらV3と共に立ち向かう。

## ライダーマンを演じた人物

### 俳優
山口豪久（山口暁）
- 『仮面ライダーV3』
- 『仮面ライダーストロンガー』
- 『全員集合!7人の仮面ライダー!!』
- 『仮面ライダー (スカイライダー)』
- 『10号誕生!仮面ライダー全員集合!!』

GACKT
- 『劇場版 仮面ライダーディケイド オールライダー対大ショッカー』

### スーツアクター
『V3』ではアクション時以外の多くを山口が演じ、アクションでは数名が担当した。
山口暁
- 『仮面ライダーV3』

河原崎洋央
- 『仮面ライダーV3』アクション

新堀和男
- 『仮面ライダーV3』アクション

中村祐
- 『仮面ライダーV3』アクション

岡田勝
- 『仮面ライダーV3』アクション

中村文弥
- 『仮面ライダーストロンガー』第39話

岩井潤一
- 『仮面ライダー (スカイライダー)』

唐沢寿明
- 『10号誕生!仮面ライダー全員集合!!』

高岩成二
- 『仮面ライダーBLACK RX』
- 『劇場版 仮面ライダーディケイド オールライダー対大ショッカー』
- 『ネット版 仮面ライダーディケイド オールライダー超スピンオフ』

岩井潤一
- 『劇場版 仮面ライダーディケイド オールライダー対大ショッカー』

縄田雄哉
- 『ネット版 仮面ライダーウィザード イン マジか!?ランド』

### 声優
林一夫
- 『五人ライダー対キングダーク』
- 『仮面ライダー×スーパー戦隊 スーパーヒーロー大戦』

朝戸鉄也
- 『仮面ライダー (スカイライダー)』（第26話）

江川央生
- 『仮面ライダーSD』

古田信幸
- 『仮面ライダーV3』

滝下毅
- 『仮面ライダー 正義の系譜』

丹野宣政
- 『仮面ライダーディケイド オールライダー対しにがみ博士』

穴井優輝
- 『オーズ・電王・オールライダー レッツゴー仮面ライダー』

竹本英史
- 『ネット版 仮面ライダーフォーゼ みんなで授業キターッ!』

野島健児
- 『ネット版 オーズ・電王・オールライダー レッツゴー仮面ライダー 〜ガチで探せ！君だけのライダー48〜』

平野正人
- 『オール仮面ライダー ライダージェネレーション』シリーズ
- 『仮面ライダー バトライド・ウォー 創生』

増田隆之
- 『仮面ライダー×仮面ライダー フォーゼ&オーズ MOVIE大戦MEGA MAX』

半田健人
- 『平成ライダー対昭和ライダー 仮面ライダー大戦 feat.スーパー戦隊』

石川英郎
- 『スーパーヒーロー大戦GP 仮面ライダー3号』

## 関連キャラクター
デストロンライダーマン
『V3』第47話に登場。デストロン怪人シーラカンスキッドが変身するライダーマンの偽物。
デストロンライダー
小説『S.I.C. HERO SAGA MASKED RIDER V3 & RIDERMAN EDITION -RIDERMAN ANOTHER AFTER-』に登場したヨロイ元帥が変身した姿。ライダーマンと同じく、強化服を装着するタイプの戦士でV3の姿や一部の能力を模している。